# Choeromorpha polyspila
Choeromorpha polyspila là một loài bọ cánh cứng trong họ Cerambycidae.